# 愛·地球博紀念公園
愛·地球博紀念公園（日语：愛·地球博記念公園）是一座位於日本愛知縣長久手市的城市公園，佔地約190公頃。暱稱為森子公園（日语：モリコロパーク）。該公園是在愛知青年公園所舉辦的2005年國際博覽會所建立的。

## 概要
愛·地球博紀念公園的前身是1970年11月，為紀念明治100週年所成立的愛知青年公園，該公園原本設有以青少年健康發展為主題的綜合設施、公園和兒童福利設施（兒童遊樂園、大型兒童中心）。總面積約200萬平方公尺。此外館內設有溫水游泳池、溜冰場、露營地、自行車場、兒童中心、高爾夫球場、文化設施住宿和訓練設施等。
2000年9月，由於2005年國際博覽會的主會場從瀨戶會址（海洋森林）變更為本公園（永手會址），為了開工建設 2002年3月31日，從2002年4月1日起，愛知青年公園管理權移交給2005年日本萬國博覽會協會。部分設施被翻新改建為世博會館或被拆除，並在2005年3月25日－9月25日期間作為國際博覽會長久手會場的舉辦地點。
而後在2006年1月，公園的正式名稱「愛·地球博紀念公園」及其暱稱「森子公園」正式成立。紀念公園的基本方向是：「繼承世博會的理念和成果」、「利用青年公園的歷史」、「應對新需求」和「培育多樣化的自然環境」作為維護和利用政策旨在成為一個愛知縣健康、充滿精神和樂趣的可持續發展的公園。
後續，由於吉卜力工作室曾在公園裡打造名為「皋月和梅的家」的場所，愛知縣地方開始計劃出成立以吉卜力動畫為主題的公園。並在2017年5月31日愛知縣的縣知事大村秀章前往與吉卜力工作室製作人鈴木敏夫會面在同年6月期間，吉卜力開始對外發表將成立公園的消息，到了11月1日，愛知縣建設部公園綠地課成立名為吉卜力公園構想推進室的特別組織，開始進行公園內設施的規劃設計。最後，吉卜力公園確定將於2022年11月1日開放。

## 歷史/年表

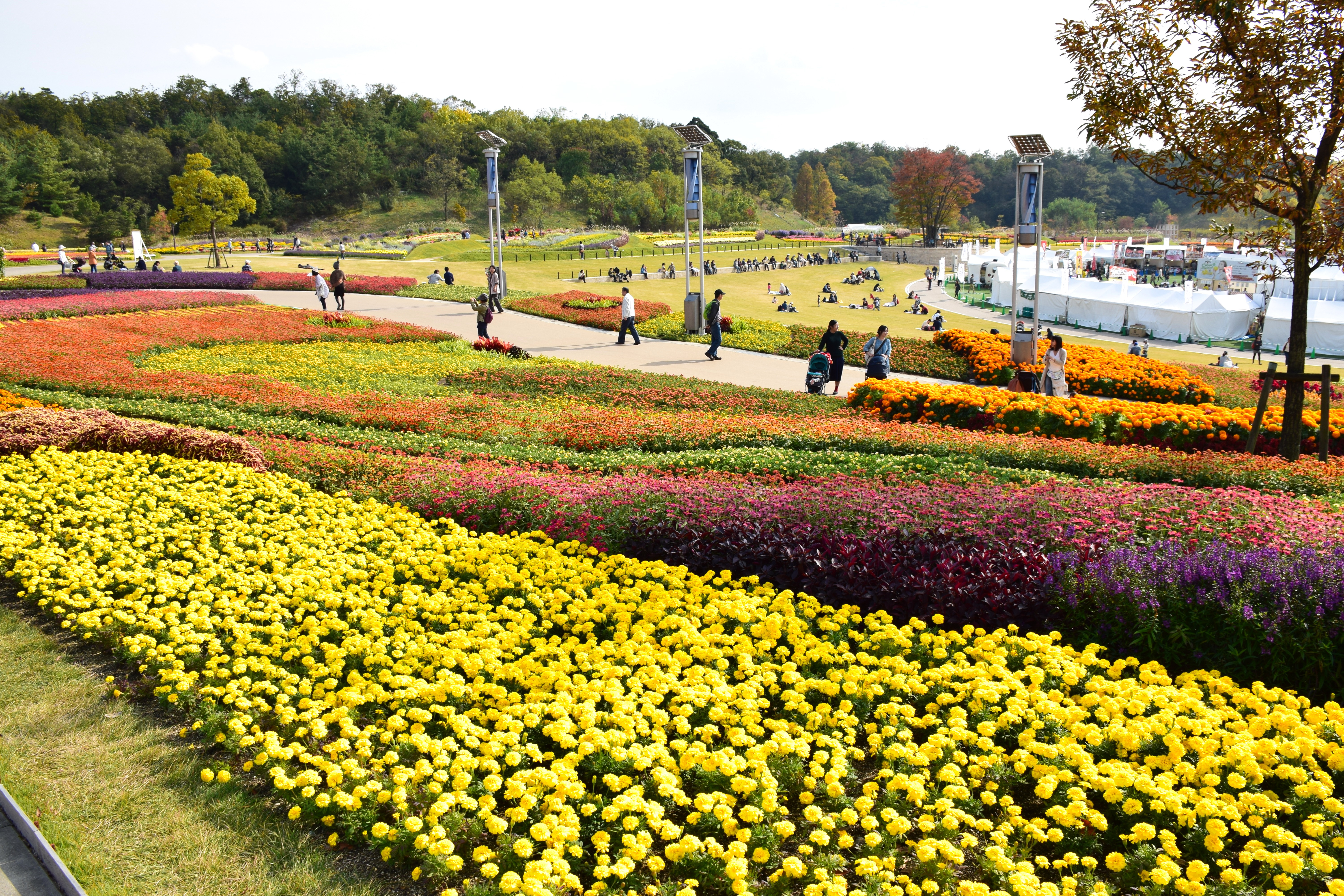
園內風景

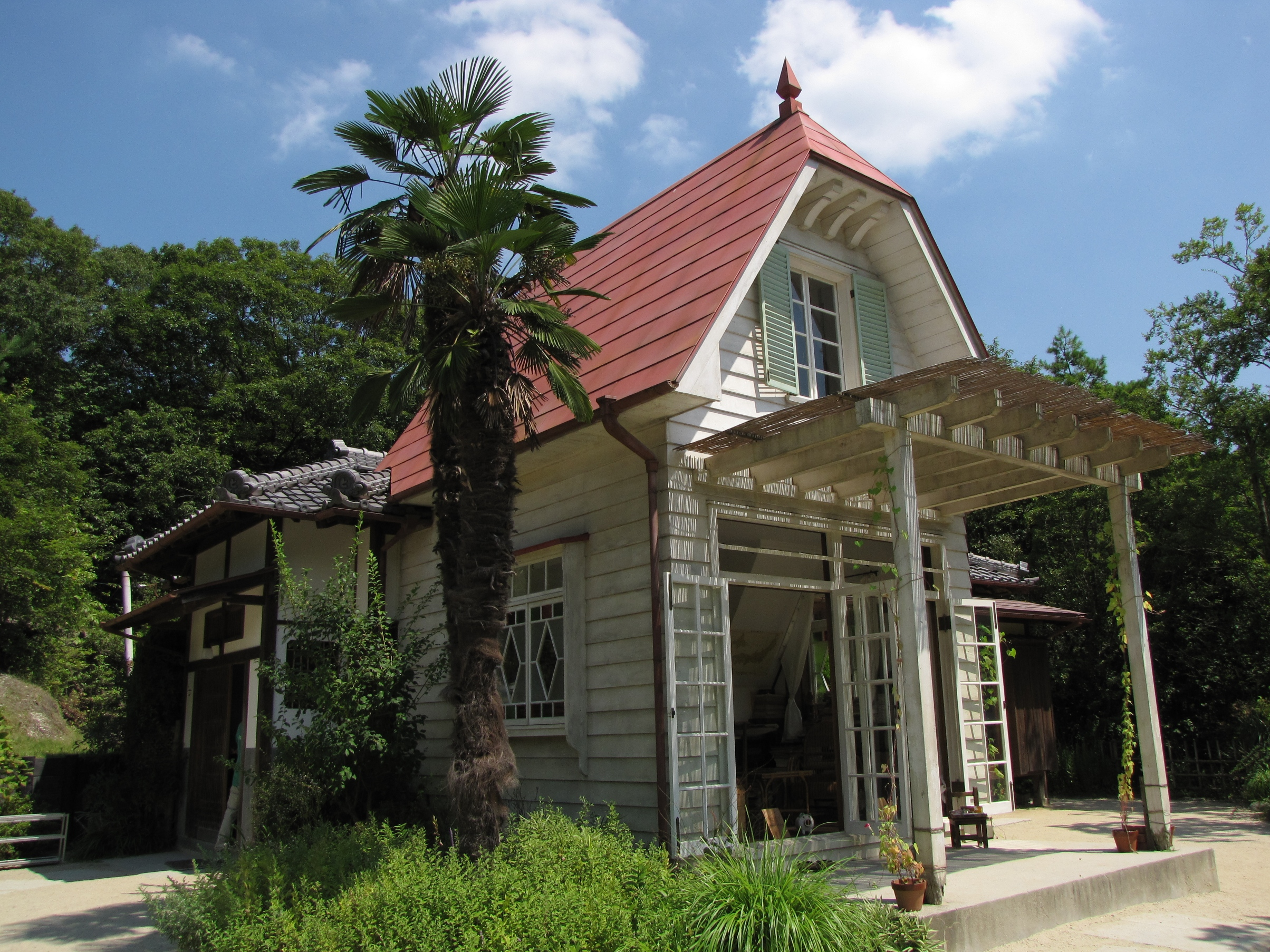
皋月和梅的家

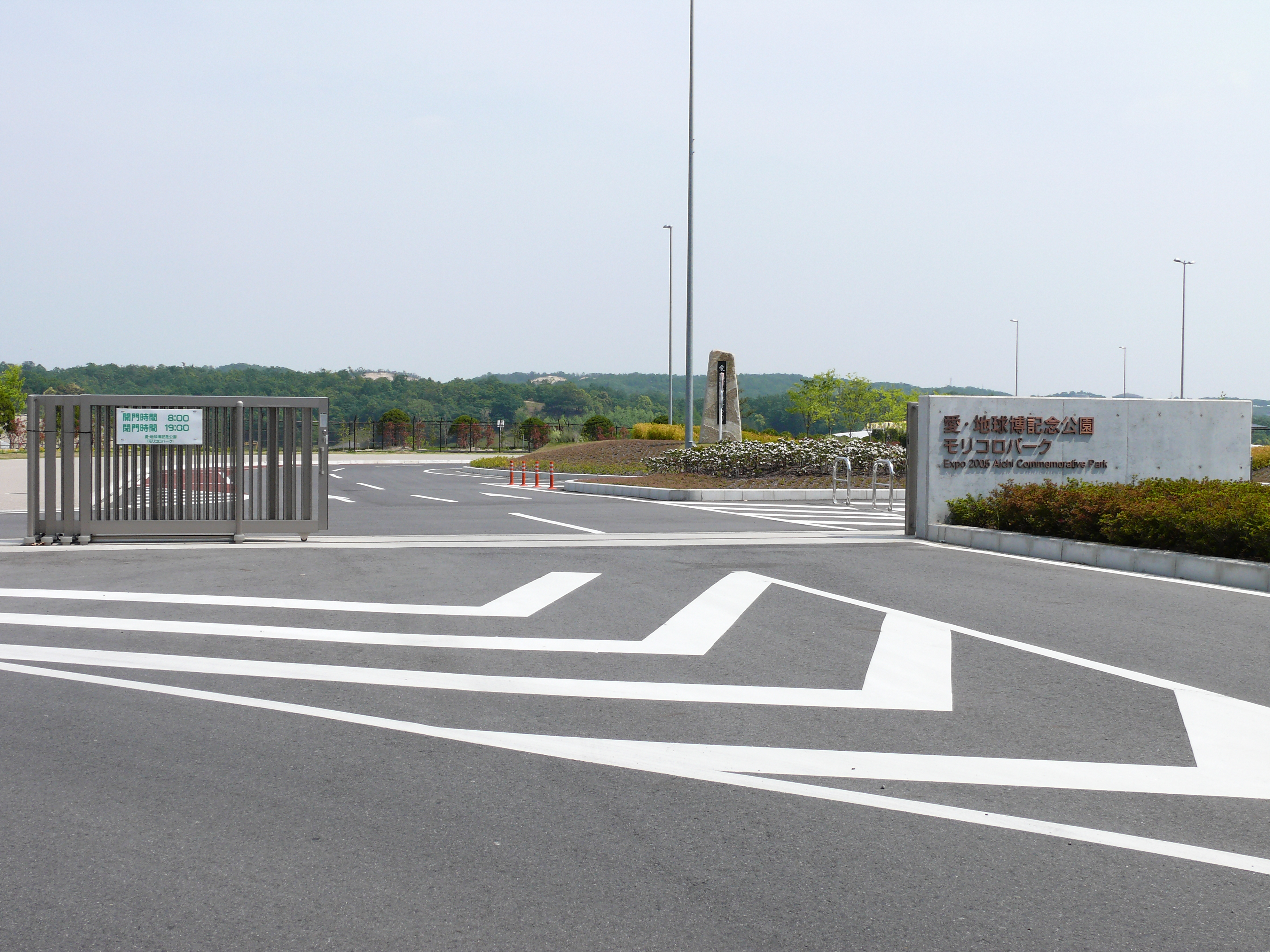
愛·地球博紀念公園正門

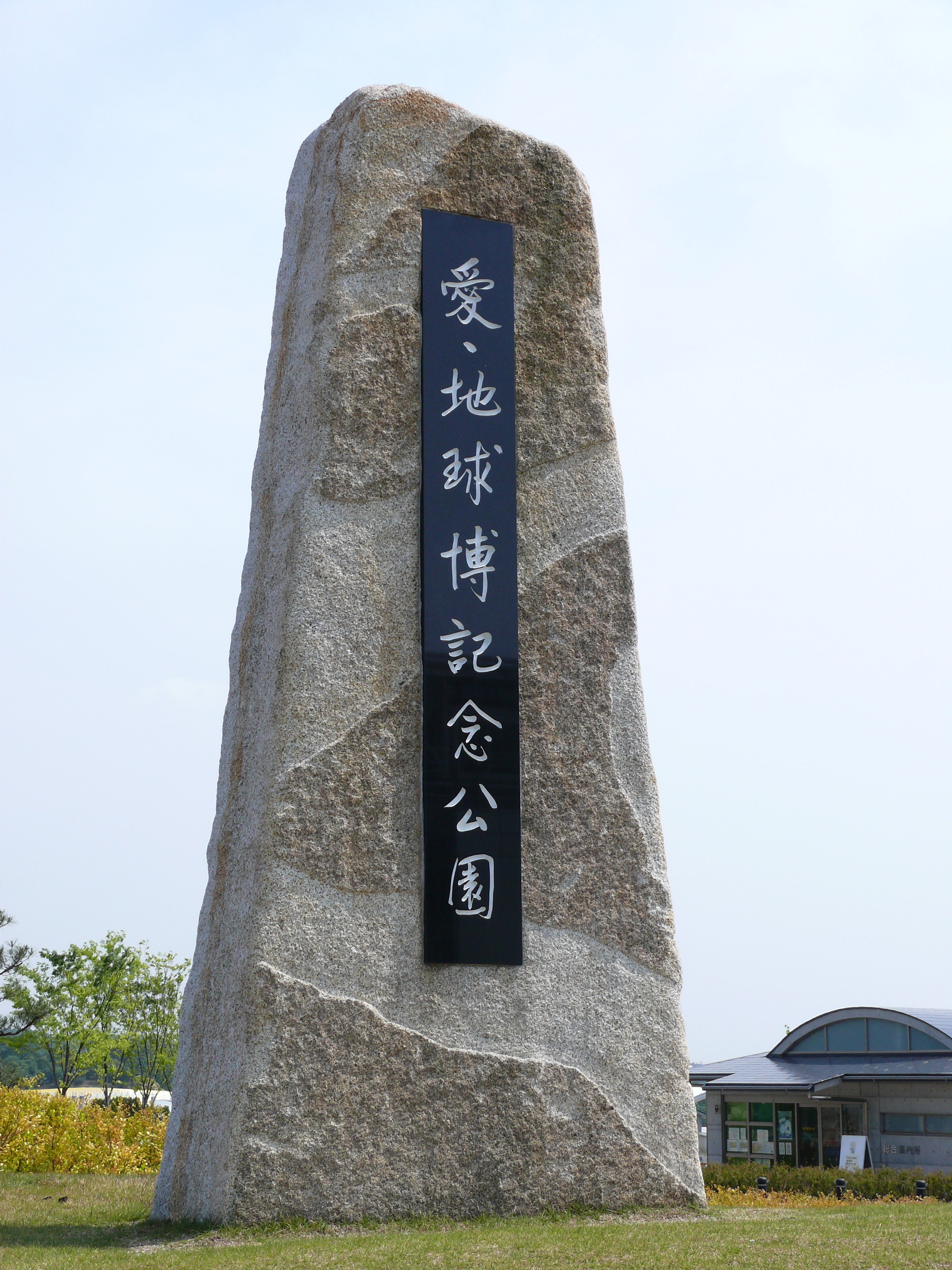
愛·地球博紀念公園石碑

### 愛知青年公園
- 1968年：開工
- 1970年11月1日：公園開放（包括中央行政大樓、戶外運動設施、兒童遊樂場等）
- 1971年：住宿樓、機器人樓、第二營區建立
- 1972年：興建體育文化樓、禮堂樓、游泳池、自行車場、戶外舞台
- 1979年：冒險廣場在此舉辦活動以紀念國際兒童年
- 1981年7月4日：愛知國際兒童年紀念館成立
- 1986年：第二棒球場成立
- 1994年11月16日：設立溫水游泳池和溜冰場
- 1996年7月24日：兒童中心成立
- 2000年：被選為世博會場館
- 2002年3月31日：關閉

### 愛知世博會長久手會場
- 2002年
  - 4月1日：公園管理權移交給日本萬國博覽會協會。
  - 9月27日：城市規劃決定為「廣域公園」。
- 2005年
  - 3月25日：愛知世博會開幕。公園被用作「長永手會場」使用。
  - 9月25日- 愛知世博會結束。

### 愛·地球博記念公園
- 2006年7月15日：作為公園「愛·地球博記念公園」的第一次開放，重新開放以前的設施。
- 2007年3月25日：第二次開幕
- 2009年
  - 4月：安裝南停車場
  - 9月：建立棒球場
- 2010年10月1日：第三期設施開放，地球市民交流中心成立
- 2012年
  - 4月：建立網球場、五人制足球場、自行車課程
  - 10月：建立多功能球類運動場
- 2013年6月：設立里山實驗場愛知佐藤實驗室
- 2015年9月12日：舉辦第32屆全國城市綠化博覽會。
- 2018年9月30日- 溫水游泳池關閉。

## 設施
- 粗字框為2005年國際博覽會所建立的，並在活動結束後獲得保留之設施：

### 文化設施
- 愛・地球博紀念館（舊：招待所/接待廳）[14]
- 皋月和梅的家[15]
- 体験学習室・多目的室・工作室
- 地球市民交流中心
- 愛知縣兒童中心
- 大阪世博會富士盤機器人館的機器人（1970年）
- 愛知藝術廣場
- 全局循環中心

### 自然設施
- 森野學社
- 愛知佐藤研究所
- 兒童廣場：自然體驗遊樂設施/森林步行道
  - 森林區（原種植區）、「水域」區、「風」區等
- 親林樂園（舊：森林體驗區南之森）
- 自然觀察園
- 觀察塔
- 綠色回收中心
- 森林花園
- 日本庭園
- 茶室「光流亭」
- 林床花園（舊：森林體驗區北之森）
- 南部林地

### 娛樂設施
- 友誼廣場
- 大草坪廣場（舊：愛·地球廣場）/花卉園
- 花廣場休息區
- 屋頂休息區

### 體育設施
- 溜冰場（同一棟樓的溫水游泳池於2018年9月30日關閉。）
- 棒球場
- 健身房
- 網球場、五人制足球場
- 多用途球類運動場
- 多功能廣場

### 休閒設施
- 車輛體驗廣場
- 兒童廣場
- 自然體驗遊樂設施
- 自行車課程
- 家庭愛土地廣場
- 摩天輪
- 海豚樂園
- 電瓶車
- 遊樂場幻想曲

### 兒童樂園
- 吉卜力公園
  - 青春之丘區
  - 吉卜力大倉庫區
  - DonDoKo森林區
  - 魔法公主之里區
  - 魔女之谷區

### 行政中心
- 總合案內所
- 停車場（北/西/南）

## 交通通道

### 鐵路
在名古屋市營地下鐵名東區藤之丘站站或愛知高速交通八草站，換乘愛知高速交通東部丘陵線，在愛·地球博紀念公園車站下車。

## 外部連結
- 愛·地球博紀念公園 （页面存档备份，存于） - 官方網站
- 愛·地球博紀念公園| 愛知縣 （页面存档备份，存于）（愛知縣建設部公園緑地課）
- 愛知縣児童總合中心 （页面存档备份，存于）
- 地球市民交流中心 （页面存档备份，存于）
- 愛·地球博紀念公園 ファミリー愛ランド （页面存档备份，存于）
- 愛知縣官方網站 AICHI NOW　愛·地球博紀念公園 （页面存档备份，存于）
- 愛知縣政府的吉卜力公園事務內容專頁 （页面存档备份，存于）